# Dallas (telessérie de 2012)
Dallas é uma série de televisão estadunidense desenvolvida por Cynthia Cidre e produzida pela Warner Horizon Television e exibida nos Estados Unidos pelo canal de televisão TNT, entre 13 de junho de 2012 e 22 de setembro de 2014. No Brasil foi exibida pela Warner Channel e em Portugal pela RTP 1 e retoma o famoso seriado de mesmo nome dos anos 80, da CBS e que esteve no ar originalmente entre 1978 e 1991. Não é um remake, é uma continuação depois do encerramento do clássico que foi produzido. A série gira à volta da família Ewing, uma família rica de Dallas do ramo do petróleo e da produção de gado.
Esta telessérie traz de regresso à televisão várias das estrelas da primeira série, como Patrick Duffy como Bobby Ewing, Linda Gray como Sue Ellen Ewing e Larry Hagman como J.R. Ewing. A eles, junta-se a nova geração de personagens, incluindo Josh Henderson como John Ross Ewing III, o filho de J.R. e Sue Ellen Ewing, Jesse Metcalfe como Christopher Ewing, o filho adotivo de Bobby e Pamela Barnes Ewing e Julie Gonzalo como Pamela Rebecca Barnes, a filha de Cliff Barnes e Afton Cooper.
Uma continuação de Dallas foi cogitada por muito tempo, mas somente com a entrada da produtora Cynthia Cidre foi possível viabilizar o projeto com chance de sucesso, plenamente confirmado com a exibição da primeira temporada. A série foi feita para a TNT, empresa irmã da Warner Bros. Television, que detinha os direitos da primeira série desde a aquisição da Lorimar Television (a produtora original da série) em 1989. A 8 de julho de 2011, após verem o episódio-piloto completo, a TNT deu luz verde para a série composta por dez episódios, estreada a 13 de junho de 2012. A 29 de junho de 2012, a TNT renova a série para uma segunda temporada, composta por quinze episódios, estreada a 28 de janeiro de 2013. A 30 de abril de 2013, a TNT renovou Dallas para uma terceira temporada, composta por mais quinze episódios, estreada a 24 de fevereiro de 2014. A 3 de outubro de 2014, a série foi cancelada pela TNT após três temporadas.

## Enredo
A série é escrita em torno da poderosa família Ewing, uma família rica de Dallas do ramo do petróleo e da criação e exploração de gado. Centra-se principalmente em Christopher Ewing (Jesse Metcalfe) o filho adotivo de Bobby Ewing (Patrick Duffy) e de Pamela Barnes Ewing (Victoria Principal), e em John Ross Ewing III (Josh Henderson), o filho de J.R. Ewing (Larry Hagman) e de Sue Ellen Ewing (Linda Gray). Tanto John Ross como Cristopher nasceram durante a exibição da primeira série e foram feitos como crianças (apesar de protagonizados na altura por atores diferentes). Agora crescidos, John Ross tornou-se quase uma cópia do seu pai, focado no petróleo, dinheiro e ganância. Christopher, contudo, tornou-se muito parecido a Bobby, preocupando-se mais com a manutenção do Rancho de Southfork, tal como o seu pai adotivo. Um ponto adicional para a controvérsia instala-se na trama com o interesse de Christopher por energias alternativas (recuperação de hidrato de metano), colocando-se assim, à parte do negócio do petróleo. No entanto, John Ross está determinado em recuperar a antiga posição da família na indústria que os fez fluorescer. John Ross diz na primeira temporada que é o filho mais velho de J.R., o que contradiz a primeira série onde aparece o filho ilegítimo mais velho de J.R., James Beaumont, nas temporadas 12-13.
Além de John Ross e Christopher, as personagens originais Bobby, J.R. e Sue Ellen regressam como membros integrantes do elenco na nova série. Personagens familiares como a sobrinha de Bobby e J.R. Lucy Ewing Cooper (Charlene Tilton), o meio irmão deles Ray Krebbs (Steve Kanaly) e o rival da família Ewing, Cliff Barnes (Ken Kercheval) aparecem ocasionalmente como atores convidados. Vários outros atores/personagens fazem aparições especiais, incluindo Audrey Landers (Afton Cooper), Cathy Podewell (Cally Harper Ewing) e Deborah Shelton (Mandy Winger). Ted Shackelford e Joan Van Ark, que primeiramente aparecem em Dallas no final dos anos '70, antes de se juntarem ao spin-off Knots Landing, também regressam como Gary e Valene Ewing.
Das novas personagens principais que fizeram a sua estreia na primeira temporada incluem-se a terceira esposa de Bobby, Ann Ewing (Brenda Strong); a nova esposa de Christopher, Pamela Rebecca Barnes (Julie Gonzalo), filha de Cliff Barnes e de Afton Cooper, mas introduzida como Rebecca Sutter; e Elena Ramos (Jordana Brewster), a filha da cozinheira dos Ewing, Carmen Ramos (Marlene Forte), que é apanhada num triângulo amoroso com Christopher e John Ross. Harris Ryland (Mitch Pileggi) protagoniza o preverso ex-marido de Ann. Novas personagens principais aparecem na segunda temporada, como a filha de Ann e Harris, Emma Ryland (Emma Bell) e o irmão de Elena Ramos, Drew Ramos (Kuno Becker). Na segunda temporada ainda junta-se ainda Judith Brown Ryland (Judith Light) e na terceira, Nicolas Treviño (Juan Pablo Di Pace) junta-se ao elenco como um amigo de infância de Elena e Drew, que regressa para ajudar Cliff Barnes a obter novamente o controlo da Ewing Oil.

## Produção
Antes de Dallas, Cynthia Cidre era mais conhecida por escrever e produzir episódios de Cane, uma série de televisão norte-americana que narrou a vida e as lutas internas pelo poder de uma rica e poderosa família cubano-americana, detentoras de um muito bem sucedido negócio de rum e cana de açúcar, no sul da Flórida. Em 2010, a TNT anunciou que iria pedir um episódio-piloto para a continuação da série Dallas. O episódio foi filmado na cidade de Dallas e nos arredores no início de 2011. A produção iniciou-se em finais de agosto de 2011 em Dallas nos restantes nove episódios da primeira temporada, num estúdio construído para a série Bons Rapazes (The Good Guys), da Fox.
A produtora executiva Cynthia Cidre escreveu o episódio piloto, enquanto que Michael M. Robin era o diretor e produtor executivo para o piloto. David Jacobs fez a revisão do episódio escrito por Cynthia e deu a sua permissão à nova série, apesar de ter escolhido não fazer parte da equipa de produção. Surgiu uma disputa quando inicialmente o genérico de abertura ia ter nos créditos "Desenvolvido por Cynthia Cidre, baseado na criação de David Jacobs". Mas por decisão do Sistema de Créditos de Televisão da Associação Americana de Escritores (WGA screenwriting credit system), passou a haver dois sistemas de créditos separados: um estabelecendo David Jacobs como o único criador da série e outro referindo Cynthia como a nova produtora da série.
Uma antevisão da série, com imagens do episódio-piloto, foi transmitida a 11 de julho de 2011 durante um episódio de Rizzoli & Isles, também da TNT. Patrick Duffy disse que a nova série é "exatamente a mesma [como a série antiga] mas em 2012. Consideramos este ano como o ano 14 da série. É exatamente como que se [os espectadores] se tivessem esquecido em que canal nós estávamos".

### Continuidade
A nova série é uma continuação da primeira série, com um intervalo de pouco mais de vinte anos, durante os quais, as personagens e as suas relações se desenvolveram mas não foram vistas até aos dias de hoje. Não tem em conta os eventos ocorridos nos telefilmes Dallas: J.R. Returns nem em Dallas: War of The Ewings, que passaram a ser realidades paralelas. Em vez disso, passamos a reencontrar as personagens vinte anos depois. Cynthia Cidre, produtora da série, confirmou que a esta não retoma o enredo após os acontecimentos ocorridos nos telefilmes porque os filmes tentaram resolver enredos remanescentes em menos de duas horas. Continua, assim, após os eventos ocorridos na temporada 14, o seu desenvolvimento e consequências extrapolados para 2012.

### Equipa de produção
Cynthia Cidre, Bruce Rasmussen, Michael M. Robin, Ken Topolsky e Bryan J. Raber são os produtores executivos da série. Bruce Rasmussen trabalhou anteriormente como supervisor dentro da equipa de produção na famosa série Roseanne, trabalho graças ao qual, recebeu um Globo de Ouro.
Nas primeiras duas temporadas, Jesse Bochco e Michael M. Robin foram os diretores que mais trabalharam, dirigindo cada um, cinco episódios.

### Filmagens
Ao contrário da série original, que tinha um número de filmagens no Texas limitado mas era principalmente filmada em Los Angeles, as principais imagens da nova série têm lugar em Dallas e à sua volta. A nova série também fez filmagens locais no verdadeiro Rancho de Southfork na zona suburbana de Parker, a norte de Dallas.

### Genérico de abertura
O genérico de abertura mostra-nos uma versão musical mais curta do tema original e é acompanhada por imagens modernas e atuais de Dallas, em painéis deslizantes. Contrariamente à série original, os atores não estão dispostostos por ordem alfabética, e nas temporadas um e dois, não há imagens dos mesmos. Jesse Metcalfe e Josh Henderson alternam na primeira aparição dos créditos e as estrelas da primeira série aparecem no fim, estilizadas ("com Patrick Duffy", "e Linda Gray", "e Larry Hagman como J.R. Ewing" até à sua morte, na segunda temporada). O logótipo de Dallas desliza da direita para a esquerda em vez de ir ficando maior, como acontecia na primeira série. A sequência termina com uma imagem a sobrevoar o Rancho de Southfork, semelhante ao que ocorria nos anos 80, onde a câmara voava do portão da entrada do rancho até à casa. Os créditos da terceira temporada têm o regresso das icónicas imagens dos atores e atrizes, dividindo o ecrã em três, muito semelhante ao usado na primeira série, nas suas primeiras onze temporadas, com imagens dos atores em movimento. Adicionalmente, o logótipo de Dallas fica maior no ecrã como acontecia na série original.

## Elenco

### Elenco regular
- Josh Henderson como John Ross Ewing III,[29] o filho de J.R. e Sue Ellen Ewing. Ambicioso e ansioso para se provar a si próprio ao seguir as pisadas do seu pai, está determinado a começar a perfurar petróleo no Rancho de Southfork. No episódio "Amor&Família/Love&Family" casa-se com Pamela Rebecca;
- Jesse Metcalfe como Christopher Ewing,[30] o filho adotivo de Bobby Ewing e da sua ex-mulher Pamela Ewing. O filho biológico da irmã mais nova de Sue Ellen Ewing, Kristin Shepard. No episódio-piloto, após passar anos na Ásia pesquisando energias renováveis, Christopher regressa a Southfork para se casar. No final da terceira temporada, morre aparentemente numa explosão automóvel;
- Jordana Brewster como Elena Ramos,[29] a filha da cozinheira dos Ewing e amiga de infância de Christopher e John Ross, que se encontram apaixonados por ela. Ela tem um mestrado em recursos energéticos. No final da terceira temporada, é revelado que está grávida. Estava a escapar Nicolas e Christopher e estava na casa de banho de um posto de gasolina a fazer um teste de gravidez quando ouve a explosão de um carro e sai de lá gritando pelo nome de Christopher;
- Julie Gonzalo como Pamela Rebecca Barnes,[31] sob o nome Rebecca Sutter ela casa-se com Christopher no episódio-piloto e encontra-se grávida de gémeos mas tem um aborto no episódio "Culpa&Inocência/Guilt&Inocence". É revelado no final da primeira temporada que ela é filha de Cliff Barnes com Afton Cooper. No episódio "Amor&Família/Love&Family", o seu casamento com Christopher é finalmente anulado e ela e John Ross casam-se no final do episódio. Quando apanha John Ross a trai-la com Emma Ryland, ela propositadamente toma uma overdose de comprimidos para dormir. Quando recupera, informa-o de que enquanto o seu casamento está a acabar, ela não se vai divorciar dele porque não tinham um acordo pré-nupcial e ela não vai permitir que ele fique com a sua parte das ações na empresa;[32]
- Brenda Strong como Ann Ewing,[33] a terceira esposa de Bobby Ewing e velha amiga de Sue Ellen. Assumiu o papel de matriarca de Southfork enquanto lida com o seu impiedoso cunhado J.R. Ewing e o seu ex-marido Harris Ryland. Na maior parte da terceira temporada esteve envolvida com na relação complicada com a sua filha, com a sua ex-sogra Judith e com sentimentos contraditórios para com o seu ex-marido Harris. Nota: Brenda Strong deu vida a uma personagem minoritária na série original de Dallas, como alguém que passou a noite com Cliff Barnes (episódio 19 da temporada 10, 1987);
- Patrick Duffy como Bobby Ewing,[34] o filho mais novo de Jock e Miss Ellie e o pai adotivo de Christopher. Um homem de família, com coração e dono do Rancho de Southfork, Bobby encontra-se determinado em manter a promessa que fez à sua falecida mãe: nunca permitir perfurações de petróleo em Southfork;
- Linda Gray como Sue Ellen Ewing,[35] a mãe de John Ross e ex-mulher de J.R. Desde que deixou J.R., Sue Ellen tornou-se mais confiante e influente com uma carreira promissora em política e concorre para Governadora do Texas. Ainda possui sentimentos de culpa por ter usado John Ross para atingir J.R. durante a sua infância;
- Larry Hagman como J.R. Ewing[36] (temporadas 1-2), filho mais velho de Jock e Miss Ellie e o falecido pai de John Ross. Um barão do petróleo astuto e impiedoso, J.R. passou os últimos anos numa casa de repouso, sendo tratado por ter uma depressão clínica. Larry morre durante a produção da segunda temporada, fazendo com que ocorresse também a morte da personagem J.R. Ewing. J.R. regressa em 2014, na terceira temporada, usando imagens não utilizadas da personagem;[37][38]
- Emma Bell como Emma Brown[39] (temporadas 2-3), filha de Ann Ewing e de Harris Ryland. O seu nome de nascimento é revelado na segunda temporada, sendo Emma Judith Ryland. Ela inicia envolvimentos com John Ross e com Drew Ramos;
- Mitch Pileggi como Harris Ryland (temporadas 2-3, anteriormente elenco recorrente), o presidente da Ryland Transports e ex-marido de Ann. Impiedoso, narcisista e sempre procurando mais poder, aparece-nos como tendo prazer em atormentar a sua ex-mulher, bem como chantagear Sue Ellen e processando Bobby. É revelado no final da segunda temporada que a empresa de transportes de Harris é, também, usada como disfarce ao contrabando de cocaína na forma de sapatos de mulher.[40] Na terceira temporada, Harris é revelado como sendo um colaborador da CIA. Nota: Mitch Pileggi protagonizou anteriormente uma personagem minoritária na série original de Dallas, Evan Scott Morrisey, que se encontrava sempre em conflito com J.R. (4 episódios entre 1989-1990);
- Kuno Becker como Drew Ramos[41] (temporada 3; recorrente na temporada 2), o problemático irmão de Elena. Testemunhou a morte do seu pai, que o tornou num jovem revoltado e delinquente. Acabou por se juntar ao Exército e após uma temporada no Iraque que o endireitou, encontrou trabalho em plataformas de petróleo um pouco por todo o mundo. Passou a ter que fugir após ter sido responsável pela explosão da plataforma de petróleo dos Ewing. No episódio "Negação, Raiva, Aceitação/Denial, Anger, and Acceptance", é revelado que foi ele quem iniciou o incêndio em Southfork com uma bomba caseira disfarçada de purificador de ar (que servia como sensor de calor) e usando combustível de foguetes como catalisador. Agiu por raiva e impulso após saber que J.R. havia enganado Elena; contudo, é importante saber que Drew pensou que ninguém iria estar em casa quando iniciou o incêndio, tal como pensou que a plataforma de petróleo iria estar sem ninguém na altura em que explodiu. Nunca quis matar ninguém em ambos os casos. Inicialmente, Sue Ellen pensou ter sido a responsável pelo incêndio após ter posto fogo ao convite de casamento de John Ross, enquanto se encontrava embriagada. Assim que Drew fica a saber que Nicolas estava a usar a sua irmã como arma de arremesso, e não para obter justiça para a família Ramos, Drew ameaça denunciá-lo mas é morto por Luis, um dos executores do Cartel. Nicolas dá-lhe a ordem logo após as notícias oficiais de que Sue Ellen havia iniciado o incêndio em Southfork, fazendo com que a morte de Drew parecesse suicídio;
- Juan Pablo Di Pace como Nicolas Treviño (temporada 3), nascido como Joaquin Reyes, é um amigo de infância de Elena e de Drew que se torna um poderoso homem de negócios bilionário do México. Inicialmente aparece-nos como sendo um homem bom, genuíno, apesar de haver partes mais negras da sua personalidade que esconde. O episódio "Negação, Raiva, Aceitação/Denial, Anger, and Acceptance" revela-o como sendo parte integrante do Cartel de droga Mendez-Ochoa, iniciado no mesmo pelo seu líder, El Posolero, recrutado para o seu círculo pessoal e onde mais tarde é enviado para a Europa para terminar a sua educação onde desenvolveu consideráveis capacidades em matemática. A sua intenção prendia-se com o uso de Elena Ramos como porta de entrada para a Ewing Global e usá-la como frente para lavar o dinheiro dos lucros do Cartel. Mais tarde é levado sob custódia pelos U.S. Marshals durante o final da temporada; inicialmente concorda em ajudar a derrubar o Cartel Mendez-Ochoa ao testemunhar contra os seus membros. Contudo, Elena descobre a medalha de São Cristóvão que pertencia ao seu irmão, Drew, no saco de Nicolas, quando encontrava o seu telemóvel e, sabendo que a única forma dele poder ter aquilo era estando presente na altura do homicídio do seu irmão, ela atira em Nicolas com uma arma.[42][43]

### Elenco recorrente
- Ken Kercheval como Cliff Barnes[31] (temporadas 1-3) o intemporal rival de J.R. e meio-irmão da mãe adotiva de Christopher e primeira esposa de Bobby Ewing, Pamela Barnes Ewing. No final da série clássica, Cliff conseguiu obter o controlo da Ewing Oil e agora - mais rico do que nunca - mantém a sua rivalidade e antipatia pelos Ewing e por J.R. em particular. Tal como mostrado no final da primeira temporada, Cliff está por detrás dos esquemas de Pamela Rebecca, quando nos é revelado que ela é sua filha. Era uma personagem do elenco regular na primeira série de Dallas, tendo aparecido durante toda a duração da mesma. É preso pela Polícia Federal Mexicana no final da temporada 2, como parte da Obra-prima de J.R. (onde Bum rouba a arma de Cliff e a usa para matar J.R, que estava com um cancro terminal, resultando na prisão de Cliff). Durante a terceira temporada, ele encontra-se a ajudar Elena e Nicolas a obter vingança dos Ewing. Contudo, tudo se vira contra ele quando Elena entrega a escritura do terreno que recebera de Bobby (presumivelmente, o terreno com que J.R. enganou o pai dela) e o perdão de Cliff a Pamela Rebecca, porque se quer livrar de toda a situação. Pamela Rebecca visita Cliff na prisão e dá-lhe a escritura do terreno que ele queria; contudo, ela mantém a sua postura e despede-se dele como vingança pelo seu papel na morte dos seus gémeos que não chegaram a nascer;
- Judith Light como Judith Brown Ryland (temporadas 2-3), mãe de Harris Ryland, "uma mulher machado-de-guerra autoritária e controladora que luta até à morte para proteger as pessoas que ama".[44] É acionista maioritária na Ryland Transportation. Na temporada três, dirige também um bordel de luxo. No final da temporada três há uma revira-volta - acaba por colaborar com John Ross (depois dele libertar Emma do Cartel Ochoa-Mendez) para se tornar num Comissário dos Caminhos-de-Ferro do Texas, depois de Bobby ter que desistir dessa ideia (onde ele e Sue Ellen obtém de volta as ações da Ewing Global);
- Leonor Varela como Veronica Martinez/Marta Del Sol (temporada 1),[45] uma vigarista mentalmente instável que pretende ser herdeira de património no México. Está envolvida nos planos de J.R. e de John Ross para obterem o controlo do Rancho de Southfork até que eles lhe viram as costas e ela é morta pelo gangue de Vicente;
- Callard Harris como Tommy Sutter (temporada 1)[46] o suposto irmão mais velho de Pamela Rebecca, envolvido num suposto plano dela para extorquir dinheiro a Christopher. É revelado mais tarde que eles não são irmãos mas namorados. Com o sentimento de Pamela Rebecca a crescer por Cristopher, a sua relação com Tommy começa a corromper-se onde ela o mata durante uma luta, em autodefesa;
- Marlene Forte como Carmen Ramos (temporada 1-3)[47] a fiel cozinheira de Southfork e mãe de Elena e de Drew. Sai do rancho após o funeral de Drew (indo trabalhar presumivelmente para o Hotel Omni, no centro de Dallas, como residente e empregada de limpeza);
- Charlene Tilton como Lucy Ewing Cooper (temporada 1-3)[48] a sobrinha de Bobby e de J.R. e prima mais velha de John Ross. É filha de Valene e de Gary Ewing e era uma personagem do elenco regular na primeira série de Dallas;
- Kevin Page como Steven "Bum" Jones (temporada 1-3), investigador particular de J.R., seu amigo, confidente e homem de confiança; mais tarde é cúmplice no plano de J.R. contra Cliff Barnes para o acusar da sua morte (sabendo que o cancro que tinha lhe iria tirar a vida). Mais tarde, Bum começa a trabalhar para John Ross. Nota: teve um papel minoritário no filme Dallas: J.R. Returns;
- Lee Majors como Ken Richards, um antigo admirador de Sue Ellen e comissário da T.E.S.H.A., agência do Estado que investigou a explosão do equipamento de Cristopher;
- Steven Weber como Governador Sam McConaughey,[49] que une forças com Cliff Barnes e Harris Ryland para destronar os Ewing. É revelado que Ryland apoiara e financiara fortemente a sua campanha para Governador;
- Faran Tahir como Frank Ashkani (temporadas 1-2), homem de confiança de Cliff. Nasceu com o nome de Rahid Durani em Islamabad, foi tirado das ruas por Cliff há uns trinta anos atrás. Cliff deu-lhe uma educação adequada, contratou-o como motorista particular e 'adotou-o' como filho. Marginalizado e traído por Cliff, Frank começa a conspirar com J.R. e quando Cliff sabe da sua deserção, monta-lhe uma armadilha e convence-o a declarar-se culpado na morte de Tommy Sutter, libertando Pamela Rebecca, e logo de seguida suicida-se engolindo um comprimido que Cliff lhe dera. Frank faz a declaração em pleno tribunal e suicida-se imediatamente a seguir, ao ser condenado pelo assassinato de Tommy;
- Carlos Bernard como Vicente Cano (temporadas 1-2), homem de negócios venezuelano que financia o negócio de J.R. e de John Ross com Veronica. Quando os Ewing falham no tipo de pagamento que lhe deviam, torna-se violento. É condenado à prisão, depois de agentes federais lhe terem feito uma rusga à casa. Na segunda temporada, consegue fugir da supervisão do cônsul geral da Venezuela enquanto aguardava pela extradição. Mantém os Ewing reféns em Southfork para forçar Christopher a entregar a sua tecnologia de extração de metano mas esta investida falha quando é alvejado por Drew;
- Alex Fernandez como Roy Vickers, homem de confiança de Harris Ryland que está ligado ao Cartel de droga Mendez-Ochoa, também cúmplice na explosão da plataforma onde Drew colocara uma bomba e que resultou no aborto dos gémeos de Pamela Rebecca. Mais tarde, é morto sob custódia da polícia (supostamente depois de Cliff Barnes ter feito um telefonema depois de se reunir com Harris Ryland, onde Cliff o ameaçou de expor Harris à explosão da plataforma);
- AnnaLynne McCord como Heather (temporada 3) uma das trabalhadoras do Rancho de Southfork;[50]
- Donny Boaz como Bo McCabe (temporadas 2-3) trabalhador no Rancho de Southfork como guardador de gado visto inicialmente no episódio "Uma Chamada Às Armas/A Call To Arms" como traficante de droga a quem Emma Ryland pedia analgésicos. Na terceira temporada, revela-se como sendo o ex-marido de Heather, com um filho de quando foram brevemente casados. É um antigo profissional montador de touros, um bullrider, que ficara impossibilitado e que tinha um segredo - prescrever a dependência de drogas de analgésicos e tráfico de drogas, desmascarado por John Ross no episódio "Jogando Franco/Playing Chicken". O episódio "Vítimas do Amor/Victims of Love" (em que foi hospitalizado com uma lesão na medula após o incêndio em Southfork), ele permite ser submetido a uma operação experimental à medula, viajando para isso para Tel Aviv, onde as reabilitações de medula se encontram a ser testadas;
- Jude Demorest como Candace Shaw, secretária de John Ross que também é uma prostituta ligada à rede de prostituição de Judith Ryland. John Ross acaba por terminar com ela por avanços sexuais não desejados, que resulta no seu despedimento por Harris Ryland - mais tarde, enfrenta Emma na altura em que as atividades ilegais da sua família (os negócios do seu pai com o Cartel de droga Ochoa-Mendez, a CIA e a rede de prostituição da sua avó) fazem parte de um plano para derrubar a Ewing Global. O episódio "Vítimas do Amor/Victims of Love" revela que ela foi morta pelo Cartel de droga Ochoa-Mendez, tendo desmembrado as suas mãos, mais tarde entregues aos Ryland, resultando depois no rapto de Ann e Emma;
- Fran Kranz como Hunter McKay, o neto da personagem do Dallas original Carter McKay, protagonizado por George Kennedy. Hunter reúne forças com Nicolas Treviño para obterem as ações da Ewing Global. Ele consegue obter as ações no episódio "Vítimas do Amor/Victims of Love" e mais tarde é encontrado morto, pendurado na sua casa (fazendo parecer suicídio quando na verdade foi obra do Cartel Ochoa-Mendez);
- Antonio Jaramillo como Luis, aparece na terceira temporada como um reforço do Cartel Ochoa-Mendez. No episódio "Negação, Raiva, Aceitação/Denial, Anger, and Acceptance" é quem orquestra a morte de Drew Ramos com a cumplicidade de Nicolas Treviño (tanto ele como Nicolas fizeram com que parecesse um suicídio de Drew). Também é quem orquestra o rapto de Ann e de Emma, mantendo-as reféns em Tamaulipas, cidade onde El Posolero e Nicolas marcaram uma reunião com ele, onde fora desonesto. Durante o final da temporada, quando John Ross (que colabora temporariamente com a CIA) está prestes a obter a Ewing Global das mãos do Cartel, ele e toda a sua comitiva são levados sob alçada da Marinha Mexicana - é morto na prisão, com El Posolero, a mando de Nicolas.

## Bastidores
- A nova série de Dallas foi extremamente elogiada por público, garantindo rapidamente uma segunda temporada. A produtora Cynthia Cidre soube desenvolver uma trama interessante, ágil, instigante, com ganchos eletrizantes e que uniu bem a origem da história com o presente;
- Em sua 1.ª temporada, Dallas teve também uma recepção favorável por parte da crítica especializada. Com base de 30 avaliações profissionais, alcançou uma pontuação de 62% no Metacritic. Por votos dos usuários do site, atinge uma nota de 7.3, usada para avaliar a recepção do público;[51]
- Houve uma grande expectativa por parte de muitos fãs da série para saber como os produtores iriam lidar com a lamentável morte de Larry Hagman.[52] Os produtores apenas garantiram que seriam episódios que ninguém fosse esquecer e de que o próprio Larry iria gostar muito.[53] Vários contatos foram feitos a antigos atores e atrizes para estes aparecerem, como as já citadas Deborah Shelton e Cathy Podewell, que interpretaram a amante e segunda mulher de J.R. na primeira série;
- Uma das grandes falhas[54] que muitos fãs sentiram foi a falta de Victoria Principal, que dava corpo a Pamela Barnes Ewing, uma das personagens mais populares da série original, a esposa de Bobby e mãe de Christopher Ewing. O movimento dos fãs foi tanto, com páginas de Facebook e petições pela Internet, que os produtores iniciaram conversações sobre o seu regresso.[55] Algumas revistas norte-americanas chegaram a avançar que Victoria Principal iria regressar à série como homenagem a Larry Hagman[56][57] mas a própria atriz e empresária acabou por fazer um comunicado oficial onde declarou não ter intenções de reprisar seu papel como Pamela.[58][59] Para acabar de uma vez com as especulações e dar uma justificativa aos fãs, a produtora Cynthia Cidre desenvolveu um desfecho para a personagem mostrado no último episódio da segunda temporada, algo que havia sido deixado em aberto desde a temporada 12 da primeira série, em 1988;
- Três importantes atores desta série tiveram participações minoritárias na primeira série de Dallas. Mitch Pileggi, que protagoniza o vilão Harris Ryland, deu corpo a Morrisey no final da temporada 13 e início da temporada 14, em 1990. Brenda Strong, que agora faz de Ann Ewing, teve uma pequena participação no episódio 19 da décima temporada, em 1987. E finalmente Kevin Page, ator que dá corpo a "Bum", teve uma pequena participação no filme Dallas: J.R. Returns.

## Exibições

### Nos Estados Unidos
Exibida nos Estados Unidos pelo canal TNT desde 13 de junho de 2012 a 22 de setembro de 2014.

### No Brasile em Portugal
Tal como referido acima, série foi exibida no Brasil, versão dublada, pelo canal por cabo Warner Channel e pela canal aberto SBT. Em Portugal, Dallas é legendada e foi exibida pela RTP1 a partir de 20 de janeiro de 2012.

### Resto do mundo
Logo após a emissão dos primeiros episódios, a série foi obtida e transmitida por várias cadeias de televisão mundial. Desde a América Latina, passando pela Europa, Ásia e Oceania.

## Audiências nos Estados Unidos
| Temporada | # Ep. | Horário (ET)          | Estreia                 | Estreia                   | Final                  | Final                     | Média de espectadores (em milhões) |
| Temporada | # Ep. | Horário (ET)          | Estreia                 | Espectadores (em milhões) | Final                  | Espectadores (em milhões) | Média de espectadores (em milhões) |
| --------- | ----- | --------------------- | ----------------------- | ------------------------- | ---------------------- | ------------------------- | ---------------------------------- |
| 1         | 10    | Quarta-feira 21:00 h  | 13 de junho de 2012     | 6,86                      | 8 de agosto de 2012    | 4,29                      | 4,5                                |
| 2         | 15    | Segunda-feira 21:00 h | 28 de janeiro de 2013   | 2,98                      | 15 de abril de 2013    | 2,99                      | 2,84                               |
| 3         | 15    | Segunda-feira 21:00 h | 24 de fevereiro de 2014 | 2,65                      | 22 de setembro de 2014 | 1,72                      | 1,92                               |

## Lançamento DVD
| Temporada | Temporada | Episódios | Transmitido originalmente | Transmitido originalmente | DVD datas de lançamento | DVD datas de lançamento | DVD datas de lançamento |
| Temporada | Temporada | Episódios | Estreia da temporada      | Final da temporada        | Região 1                | Região 2                | Região 4                |
| --------- | --------- | --------- | ------------------------- | ------------------------- | ----------------------- | ----------------------- | ----------------------- |
|           | 1         | 10        | 13 de junho de 2012       | 8 de agosto de 2012       | 8 de janeiro de 2013    | 12 de novembro de 2012  | por anunciar            |
|           | 2         | 15        | 28 de janeiro de 2013     | 15 de abril de 2013       | 11 de fevereiro de 2014 | 7 de outubro de 2013    | por anunciar            |
|           | 3         | 15        | 24 de fevereiro de 2014   | 22 de setembro de 2014    | 13 de janeiro de 2015   | por anunciar            | por anunciar            |

## Prémios e nomeações
| Ano  | Tipo de prémio      | Categoria                                     | Galardoado                               | Resultado |
| ---- | ------------------- | --------------------------------------------- | ---------------------------------------- | --------- |
| 2012 | ALMA Award          | Atriz de TV Favorita-Drama                    | Jordana Brewster                         | Indicado  |
| 2012 | ALMA Award          | Atriz de TV Favorita-Drama                    | Julie Gonzalo                            | Indicado  |
| 2013 | Key Art Awards      | Melhor Trailer - Áudio/Visual                 | Mix vídeo com tema de abertura de Dallas | Venceu    |
| 2013 | NAMIC Vision Awards | Melhor desempenho - Drama                     | Jordana Brewster                         | Indicado  |
| 2013 | Imagen Awards       | Melhor Programa de Televisão do Horário Nobre |                                          | Indicado  |
| 2013 | Imagen Awards       | Melhor Atriz Coadjuvante/Televisão            | Jordana Brewster                         | Indicado  |
| 2013 | Imagen Awards       | Melhor Atriz Coadjuvante/Televisão            | Julie Gonzalo                            | Indicado  |